# Niebo (katolicyzm)
Niebo – według nauki Kościoła katolickiego to doskonałe życie z Trójcą Świętą, komunia życia i miłości z Nią, z Dziewicą Maryją, aniołami i wszystkimi świętymi.
Do nieba (raju) trafiają ci, którzy umierają w łasce i przyjaźni z Bogiem oraz są doskonale oczyszczeni. W niebie żyje się „w Chrystusie”, ale zachowuje się i odnajduje tam swoją prawdziwą tożsamość.
Tajemnica nieba przekracza ludzkie możliwości zrozumienia i wyobrażenia. Szczęście w niebie, obrazowo przedstawianym jako dom Ojca czy też uczta niebieska, polega na „byciu dopuszczonym do widzenia Boga”.

## Opis teologiczny
Zgodnie z nauczaniem Kościoła katolickiego, niebo jest stanem wiecznej szczęśliwości i pełni życia, w którym dusze świętych uczestniczą w Boskiej naturze, kontemplując oblicze Boga w tzw. "widzeniu uszczęśliwiającym" (visio beatifica). W tej komunii, dusze są w pełni zjednoczone z Bogiem, co jest najwyższym celem ludzkiego życia.

### Warunki wejścia do nieba
Według katolickiej doktryny, aby wejść do nieba, konieczne jest:
- Umrzeć w stanie łaski uświęcającej, czyli w przyjaźni z Bogiem[5].
- Być wolnym od wszelkich grzechów śmiertelnych i powszednich, co często wymaga przejścia przez proces oczyszczenia w czyśćcu[6].

### Charakterystyka nieba
- Niebo jest stanem wiecznej radości i pokoju, gdzie dusze żyją w doskonałej harmonii z Bogiem i innymi świętymi.
- Jest to miejsce, gdzie dusze doświadczają pełni życia i miłości, która przewyższa wszelkie ziemskie doświadczenia[7].
- W niebie, święci kontemplują Boga "twarzą w twarz", co jest źródłem ich niekończącego się szczęścia[8].

### Uczta niebieska
Niebo jest często opisywane jako uczta niebieska, gdzie zbawieni uczestniczą w wiecznej uczcie przygotowanej przez Boga. Ta metafora podkreśla pełnię radości, wspólnoty i obfitości, które są udziałem świętych w niebie.

### Widzenie uszczęśliwiające
Widzenie uszczęśliwiające (visio beatifica) jest centralnym elementem katolickiego pojęcia nieba. Oznacza to bezpośrednie i intuicyjne poznanie Boga, które przynosi duszom świętych niekończącą się radość i spełnienie. Jest to dar, który przewyższa wszelkie ziemskie doświadczenia i jest szczytem życia duchowego.

### Obecność Maryi i świętych
W katolickiej wierze, niebo jest miejscem, gdzie Maryja, Matka Jezusa, jest obecna w pełni swej chwały. Według dogmatu o Wniebowzięciu Najświętszej Maryi Panny, została ona zabrana do nieba z duszą i ciałem. Święci, którzy osiągnęli niebo, są również obecni, tworząc wspólnotę świętych, która uczestniczy w wiecznej chwale Boga.

### Teologiczne znaczenie nieba
Niebo reprezentuje ostateczne spełnienie wszystkich pragnień ludzkiego serca. Jest to miejsce, gdzie każdy człowiek odnajduje swoją prawdziwą tożsamość i pełnię życia w zjednoczeniu z Bogiem. Teologia katolicka uczy, że życie w niebie jest dynamiczne, pełne poznania, miłości i uczestnictwa w Boskiej naturze.

### Modlitwy za zmarłych
Kościół katolicki zachęca do modlitw za dusze zmarłych, aby mogły one jak najszybciej osiągnąć niebo. Modlitwy, Msze święte i uczynki miłosierdzia ofiarowane za zmarłych mają na celu pomoc duszom w ich drodze do pełnej jedności z Bogiem.